# Prins Hendrik Ende Desespereert Nimmer Combinatie Zwolle 2013-2014

## Rosa 2013-2014
| N. |                        | Ruolo | Calciatore           |
| -- | ---------------------- | ----- | -------------------- |
| 1  | Paesi Bassi (bandiera) | P     | Diederik Boer        |
| 2  | Paesi Bassi (bandiera) | D     | Bram van Polen       |
| 3  | Paesi Bassi (bandiera) | D     | Darryl Lachmann      |
| 4  | Paesi Bassi (bandiera) | D     | Maikel van der Werff |
| 5  | Paesi Bassi (bandiera) | D     | Bart van Hintum      |
| 6  | Paesi Bassi (bandiera) | A     | Mustafa Saymak       |
| 7  | Paesi Bassi (bandiera) | A     | Furdjel Narsingh     |
| 8  | Paesi Bassi (bandiera) | C     | Rochdi Achenteh      |
| 9  | Paesi Bassi (bandiera) | A     | Fred Benson          |
| 10 | Paesi Bassi (bandiera) | C     | Stef Nijland         |
| 11 | Paesi Bassi (bandiera) | A     | Jesper Drost         |
| 14 | Paesi Bassi (bandiera) | D     | Joost Broerse        |

| N. |                        | Ruolo | Calciatore           |
| -- | ---------------------- | ----- | -------------------- |
| 15 | Paesi Bassi (bandiera) | A     | Ronnie Reniers       |
| 16 | Belgio (bandiera)      | P     | Kevin Begois         |
| 17 | Paesi Bassi (bandiera) | A     | Mimoun Eloisghiri    |
| 18 | Paesi Bassi (bandiera) | A     | Guyon Fernandez      |
| 19 | Paesi Bassi (bandiera) | A     | Giovanni Hiwat       |
| 20 | Paesi Bassi (bandiera) | D     | Haico Epe            |
| 21 | Paesi Bassi (bandiera) | P     | Leon ter Wielen      |
| 22 | Sudafrica (bandiera)   | C     | Kamohelo Mokotjo     |
| 23 | Belgio (bandiera)      | C     | Leroy Labylle        |
| 38 | Suriname (bandiera)    | D     | Giovanni Gravenbeek  |
| 43 | Polonia (bandiera)     | C     | Mateusz Klich        |
|    | Grecia (bandiera)      | C     | Thanasīs Karagkounīs |

## Risultati

### Campionato

#### Girone di andata
| 4 agosto 2013, ore 16:30 1ª giornata | PEC Zwolle | 2 – 1 | Feyenoord |  |

| 10 agosto 2013, ore 18:45 2ª giornata | Heracles Almelo | 1 – 3 | PEC Zwolle |  |

| 17 agosto 2013, ore 20:45 3ª giornata | N.E.C. | 1 – 5 | PEC Zwolle |  |

| 24 agosto 2013, ore 20:45 4ª giornata | PEC Zwolle | 2 – 0 | Cambuur |  |

| 1 settembre 2013, ore 14:30 5ª giornata | PEC Zwolle | 1 – 1 | Utrecht |  |

| 14 settembre 2013, ore 18:45 6ª giornata | Ajax | 2 – 1 | PEC Zwolle |  |

| 22 settembre 2013, ore 12:30 7ª giornata | Vitesse | 3 – 0 | PEC Zwolle |  |

| 28 settembre 2013, ore 20:45 8ª giornata | PEC Zwolle | 0 – 0 | NAC Breda |  |

| 5 ottobre 2013, ore 19:45 9ª giornata | Roda JC | 0 – 0 | PEC Zwolle |  |

| 20 ottobre 2013, ore 14:30 10ª giornata | PEC Zwolle | 6 – 1 | ADO Den Haag |  |

| 27 ottobre 2013, ore 14:30 11ª giornata | PEC Zwolle | 0 – 2 | AZ Alkmaar |  |

| 2 novembre 2013, ore 20:45 12ª giornata | PSV | 1 – 1 | PEC Zwolle |  |

| 10 novembre 2013, ore 12:30 13ª giornata | PEC Zwolle | 1 – 1 | Twente |  |

| 24 novembre 2013, ore 14:30 14ª giornata | Groningen | 0 – 0 | PEC Zwolle |  |

| 30 novembre 2013, ore 18:45 15ª giornata | PEC Zwolle | 1 – 1 | RKC Waalwijk |  |

| 8 dicembre 2013, ore 14:30 16ª giornata | Go Ahead Eagles | 4 – 1 | PEC Zwolle |  |

| 13 dicembre 2013, ore 20:00 17ª giornata | PEC Zwolle | 1 – 2 | Heerenveen |  |

#### Girone di ritorno
| 21 dicembre 2013, ore 20:45 18ª giornata | Feyenoord | 3 – 0 | PEC Zwolle |  |

| 18 gennaio 2014, ore 19:45 19ª giornata | PEC Zwolle | 1 – 2 | Vitesse |  |

| 25 gennaio 2014, ore 19:45 20ª giornata | NAC Breda | 1 – 2 | PEC Zwolle |  |

| 1 febbraio 2014, ore 19:45 21ª giornata | PEC Zwolle | 3 – 1 | Roda JC |  |

| 6 febbraio 2014, ore 18:45 22ª giornata | Utrecht | 1 – 2 | PEC Zwolle |  |

| 9 febbraio 2014, ore 14:30 23ª giornata | PEC Zwolle | 1 – 1 | Ajax |  |

| 16 febbraio 2014, ore 12:30 24ª giornata | Cambuur | 3 – 1 | PEC Zwolle |  |

| 22 febbraio 2014, ore 19:45 25ª giornata | PEC Zwolle | 1 – 1 | Heracles Almelo |  |

| 1 marzo 2014, ore 18:45 26ª giornata | PEC Zwolle | 3 – 3 | N.E.C. |  |

| 8 marzo 2014, ore 19:45 27ª giornata | Heerenveen | 3 – 0 | PEC Zwolle |  |

| 16 marzo 2014, ore 14:30 28ª giornata | PEC Zwolle | 2 – 0 | Go Ahead Eagles |  |

| 23 marzo 2014, ore 14:30 29ª giornata | AZ Alkmaar | 2 – 1 | PEC Zwolle |  |

| 30 marzo 2014, ore 16:30 30ª giornata | ADO Den Haag | 1 – 1 | PEC Zwolle |  |

| 4 aprile 2014, ore 20:00 31ª giornata | PEC Zwolle | 0 – 1 | Groningen |  |

| 13 aprile 2014, ore 14:30 32ª giornata | RKC Waalwijk | 1 – 1 | PEC Zwolle |  |

| 27 aprile 2014, ore 14:30 33ª giornata | PEC Zwolle | 1 – 2 | PSV |  |

| 3 maggio 2014, ore 18:45 34ª giornata | Twente | 2 – 2 | PEC Zwolle |  |